# Storholmen (Sund, Åland)
Storholmen är en ö i Åland (Finland). Den ligger i Skärgårdshavet och i kommunen Sund i landskapet Åland, i den sydvästra delen av landet. Ön ligger omkring 23 kilometer nordöst om Mariehamn och omkring 260 kilometer väster om Helsingfors.
Öns area är 17,2 hektar och dess största längd är 0,8 kilometer i sydöst-nordvästlig riktning. Ön höjer sig omkring 35 meter över havsytan.